# 55-та зенітна ракетна бригада (СРСР)
55-та зенітна ракетна бригада (55 ЗРБр, в/ч 44079) — військове з'єднання зенітних ракетних військ Радянської армії, яке існувало у 1968—1992 роках.
Після розпаду СРСР в 1992 році бригада увійшла до складу Збройних сил України як 55-та зенітна ракетна бригада.

## Історія
Частина сформована в період з 27 грудня 1967 року по 15 лютого 1968 року на фондах Чернігівського навчального центру. В середині 1969 року передислокований в місто Мор, Угорщина та ввійшов до складу Південну групу військ, де несла бойове чергування. Тоді ж відбулось переозброєння на ЗРК «Круг». 
У 1971 році полк переформований на 55-ту зенітну ракетну бригаду в складі управління та трьох зенітних ракетних дивізіонів.
В 1987 році бригада переозброєна на сучасний зенітний ракетний комплекс Бук-М1, в цей же період сформовано четвертий дивізіон (в/ч 08358).
Незадовго до розпаду СРСР в 1992 році бригаду передислокували в Одеський військовий округ, де передали до складу 32-го армійського корпусу. Після розпаду СРСР увійшла до складу Збройних сил України як 55-та зенітна ракетна бригада.

## Структура

### 1987
- NNNN дивізіон
- NNNN дивізіон
- NNNN дивізіон
- NNNN дивізіон (в/ч 08358)